# 陳復禮
陳復禮，BBS（1916年6月21日—2018年9月11日），男，廣東潮安人，香港攝影師，曾創辦《攝影畫報》、香港《中國旅遊》等雜誌。

## 生平
陈复礼是广东省潮州市官塘村人。1934年畢業於廣東省立第二師範學校，翌年赴南洋謀生；1942年赴越南，兩年後開始學習攝影藝術，師從陳芳渠。1955年移居香港，並從事業餘攝影創作。及後，創辦香港中華攝影學會，及創辦《攝影藝術》、《攝影畫報》等攝影雜誌，向公眾推廣攝影藝術，1984年－1994年間學習中國水墨畫。
陳復禮提出「風景攝影要重視中國畫的傳統」及「影畫合璧」等主張，把中國畫的風格融入攝影作品之中。
陳復禮曾任多屆全國政協委員，1996年任香港特別行政區第一屆政府推選委員會委員，2007年獲香港特別行政區政府頒授銅紫荊星章。
2014年獲香港藝術發展局頒發「2013香港藝術發展獎」終身成就奬。
2018年9月11日晚9時30分在香港逝世，享年102歲